# Puccinia calthae
Puccinia calthae är en svampart som beskrevs av Link 1825. Puccinia calthae ingår i släktet Puccinia och familjen Pucciniaceae.   Inga underarter finns listade i Catalogue of Life.